# Campeonato Europeu de Patinação Artística no Gelo de 1964
O Campeonato Europeu de Patinação Artística no Gelo de 1964 foi a quinquagésima sexta edição do Campeonato Europeu de Patinação Artística no Gelo, um evento anual de patinação artística no gelo organizado pela União Internacional de Patinação (em inglês:  International Skating Union) onde os patinadores artísticos competem pelo título de campeão europeu. A competição foi disputada entre os dias 14 de janeiro e 18 de janeiro, na cidade de Grenoble, França.

## Eventos
- Individual masculino
- Individual feminino
- Duplas
- Dança no gelo

## Medalhistas
| Evento                        | Ouro                                                     | Prata                                                  | Bronze                                              |
| Individual masculino detalhes | Alain Calmat · França                                    | Manfred Schnelldorfer · Alemanha Ocidental             | Karol Divín · Tchecoslováquia                       |
| Individual feminino detalhes  | Sjoukje Dijkstra · Países Baixos                         | Regine Heitzer · Áustria                               | Nicole Hassler · França                             |
| Duplas detalhes               | Marika Kilius · Hans-Jürgen Bäumler · Alemanha Ocidental | Liudmila Belousova · Oleg Protopopov · União Soviética | Tatiana Zhuk · Alexander Gavrilov · União Soviética |
| Dança no gelo detalhes        | Eva Romanová · Pavel Roman · Tchecoslováquia             | Janet Sawbridge · David Hickinbottom · Reino Unido     | Yvonne Suddick · Roger Kennerson · Reino Unido      |

## Resultados

### Individual masculino
| Pos.              | Nome                  | Nacionalidade      |
| ----------------- | --------------------- | ------------------ |
| Medalha de ouro   | Alain Calmat          | França             |
| Medalha de prata  | Manfred Schnelldorfer | Alemanha Ocidental |
| Medalha de bronze | Karol Divín           | Tchecoslováquia    |
| 4                 | Emmerich Danzer       | Áustria            |
| 5                 | Peter Jonas           | Áustria            |
| 6                 | Sepp Schönmetzler     | Alemanha Ocidental |
| 7                 | Wolfgang Schwarz      | Áustria            |
| 8                 | Giordano Abbondati    | Itália             |
| 9                 | Robert Dureville      | França             |
| 10                | Hugo Dümmler          | Alemanha Ocidental |
| 11                | Philippe Pélissier    | França             |
| 12                | Jenő Ébert            | Hungria            |
| 13                | Markus Germann        | Suíça              |
| 14                | Wouter Toledo         | Países Baixos      |
| 15                | Hywel Evans           | Reino Unido        |
| 16                | Franciszek Spitol     | Polônia            |
| WD                | Valeri Meshkov        | União Soviética    |

### Individual feminino
| Pos.              | Nome                   | Nacionalidade     |
| ----------------- | ---------------------- | ----------------- |
| Medalha de ouro   | Sjoukje Dijkstra       | Países Baixos     |
| Medalha de prata  | Regine Heitzer         | Áustria           |
| Medalha de bronze | Nicole Hassler         | França            |
| 4                 | Sally-Anne Stapleford  | Reino Unido       |
| 5                 | Helli Sengstschmid     | Áustria           |
| 6                 | Diana Clifton-Peach    | Reino Unido       |
| 7                 | Inge Paul              | Alemanha Oriental |
| 8                 | Carol-Ann Warner       | Reino Unido       |
| 9                 | Ingrid Ostler          | Áustria           |
| 10                | Jana Mrázková          | Tchecoslováquia   |
| 11                | Zsuzsa Almássy         | Hungria           |
| 12                | Franzi Schmidt         | Suíça             |
| 13                | Ann-Margreth Frei      | Suécia            |
| 14                | Sandra Brugnera        | Itália            |
| 15                | Christine van de Putte | Bélgica           |
| 16                | Monika Zing            | Suíça             |
| 17                | Alena Augustova        | Tchecoslováquia   |
| 18                | Genevieve Burdel       | França            |
| 19                | Sylvaine Duban         | França            |
| 20                | Elżbieta Kościk        | Polônia           |
| WD                | Karin Dehle            | Noruega           |

### Duplas
| Pos.              | Nome                                   | Nacionalidade      |
| ----------------- | -------------------------------------- | ------------------ |
| Medalha de ouro   | Marika Kilius / Hans-Jürgen Bäumler    | Alemanha Ocidental |
| Medalha de prata  | Liudmila Belousova / Oleg Protopopov   | União Soviética    |
| Medalha de bronze | Tatiana Zhuk / Alexander Gavrilov      | União Soviética    |
| 4                 | Sonja Pfersdorf / Gunter Matzdorf      | Alemanha Ocidental |
| 5                 | Gerda Johner / Rüdi Johner             | Suíça              |
| 6                 | Sigrid Reichmann / Wolfgang Danne      | Alemanha Ocidental |
| 7                 | Tatiana Sharanova / Alexander Gorelik  | União Soviética    |
| 8                 | Agnesa Wlachovská / Peter Bartosiewicz | Tchecoslováquia    |
| 9                 | Gerlinde Schönbauer / Wilhelm Bietak   | Áustria            |
| 10                | Mária Csordás / László Kondi           | Hungria            |
| 11                | Monique Mathys / Yves Aellig           | Suíça              |
| 12                | Milada Kubikova / Jaroslav Votruba     | Tchecoslováquia    |
| 13                | Micheleine Joubert / Alain Trouillet   | França             |

### Dança no gelo
| Pos.              | Nome                                   | Nacionalidade      |
| ----------------- | -------------------------------------- | ------------------ |
| Medalha de ouro   | Eva Romanová / Pavel Roman             | Tchecoslováquia    |
| Medalha de prata  | Janet Sawbridge / David Hickinbottom   | Reino Unido        |
| Medalha de bronze | Yvonne Suddick / Roger Kennerson       | Reino Unido        |
| 4                 | György Korda / Pal Vásárhelyi          | Hungria            |
| 5                 | Marjorie McCoy / Ian Phillips          | Reino Unido        |
| 6                 | Jitka Babická / Jaromír Holan          | Tchecoslováquia    |
| 7                 | Gabriele Rauch / Rudi Matysik          | Alemanha Ocidental |
| 8                 | Brigitte Martin / Francis Gamichon     | França             |
| 9                 | Christel Trebesiner / Gerald Felsinger | Áustria            |
| 10                | Jopie Wolf / Nico Wolf                 | Países Baixos      |
| 11                | Jutta Peters / Wolfgang Kunz           | Alemanha Ocidental |
| 12                | Ghislaine Houdas / Pierre Brun         | França             |
| 13                | Monique Mathys / Yves Aellig           | Suíça              |

## Quadro de medalhas
| Ordem | País               | Medalha de ouro | Medalha de prata | Medalha de bronze |    | Ordem por total |
| ----- | ------------------ | --------------- | ---------------- | ----------------- | -- | --------------- |
| 1     | Alemanha Ocidental | 1               | 1                |                   | 2  | 1               |
| 2     | França             | 1               |                  | 1                 | 2  | 1               |
| 2     | Tchecoslováquia    | 1               |                  | 1                 | 2  | 1               |
| 4     | Países Baixos      | 1               |                  |                   | 1  | 6               |
| 5     | Reino Unido        |                 | 1                | 1                 | 2  | 1               |
| 5     | União Soviética    |                 | 1                | 1                 | 2  | 1               |
| 7     | Áustria            |                 | 1                |                   | 1  | 6               |
| TOTAL | TOTAL              | 4               | 4                | 4                 | 12 | —               |